# Église Notre-Dame du Finistère
L'église Notre-Dame du Finistère (en néerlandais : Onze-Lieve-Vrouw van Finisterraekerk), construite au XVIIIe siècle, est une église paroissiale sise rue Neuve, à Bruxelles en Belgique.

## Histoire
Déjà au XVe siècle une petite chapelle dédiée à Notre-Dame se trouvait dans ce quartier de jardins potagers situés alors à l’extrémité du territoire (Finis Terrae) de Bruxelles. D’où le nom qu’elle acquit de Notre-Dame du Finistère. Une autre tradition veut que le nom lui vienne d’une petite statue de Notre-Dame rapportée du cap Finisterre en Espagne et devenue objet de la dévotion populaire.
La chapelle primitive fut rebâtie lors de la construction de la rue Neuve. En 1617 l’archevêque de Malines consacra solennellement le nouveau sanctuaire, et en 1620 la statue de Notre-Dame du Finistère y retrouva sa place. Malades et affligés le fréquentaient assidûment.
Au XVIIe siècle, le quartier s’étant fort urbanisé, il est incorporé à la ville de Bruxelles. Pour cette nombreuse population on érigea la chapelle en église paroissiale en 1646 qu’il fallut déjà agrandir 10 ans plus tard.
L’église que l’on voit aujourd’hui est la troisième. Commencée en 1708, elle fut achevée en 1730. Elle a un aspect de Renaissance classique, même si l’influence du baroque brabançon, refusant des lignes droites trop sévères, y est perceptible.
En 1828, la partie supérieure de la façade est construite et couronnée d'un lanterneau octogonal. Une statue de la Vierge Marie entourée des 12 étoiles de l’Apocalypse y est fixée en 1857.

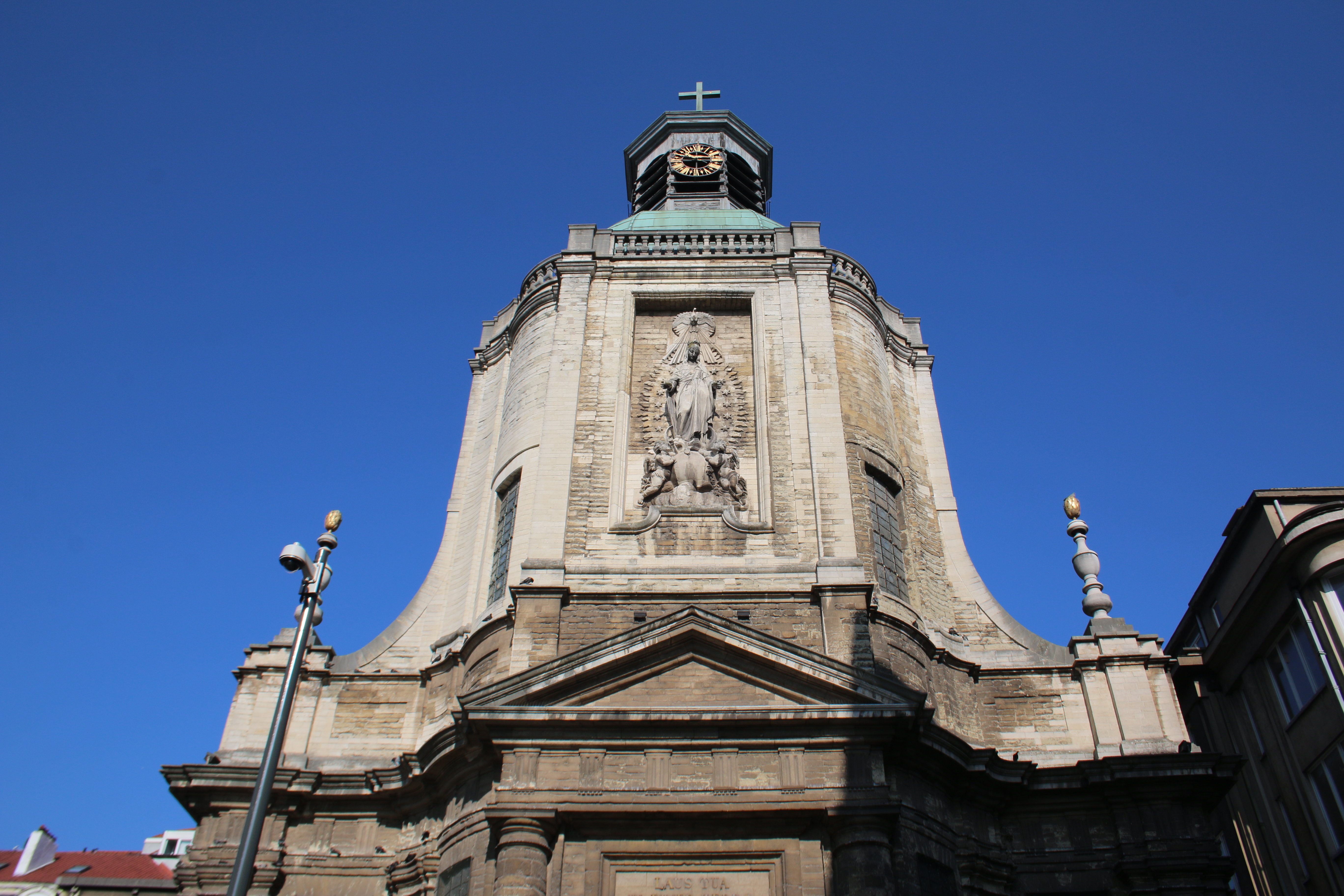
Vierge de la façade.
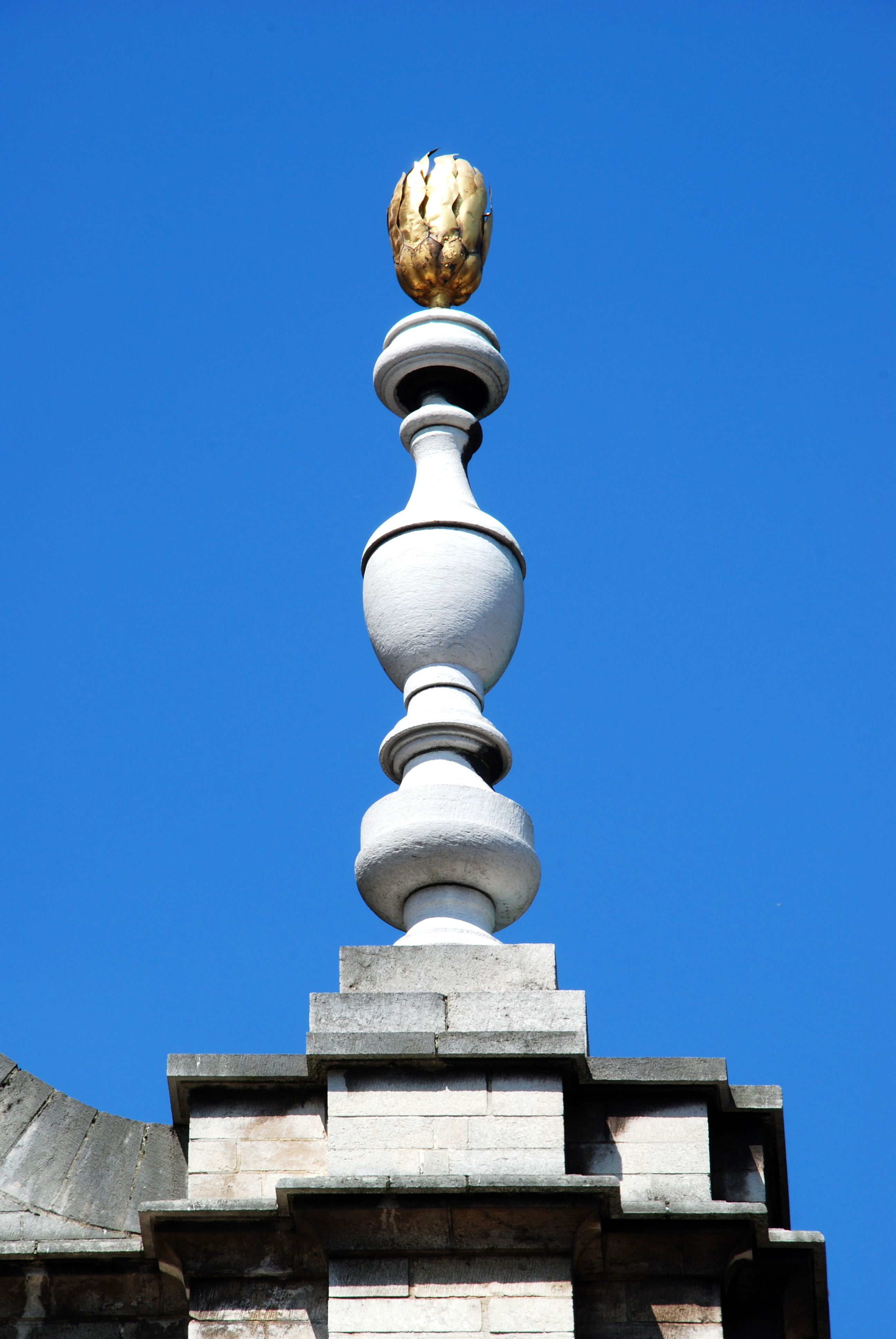
Aileron décoratif avec torchère

## Description

### Mobilier
- La statue en bois polychrome Notre Dame du Bon Succès (XVIe siècle) - miraculeuse et miraculée - provient d'Aberdeen en Écosse, elle était vénérée depuis le XVIIe siècle dans l’église des Augustins. Transférée au Finistère en 1814, l’affluence des fidèles venant prier entraîne la construction d'une chapelle latérale éponyme en 1854 pour l'abriter[5].

- Quatre grands tableaux de confrérie, sur bois de chêne, datant de 1723, sont les œuvres les plus anciennes. Un autre, de la même époque est de Gaspard de Crayer (Saint Philippe Néri devant la Vierge Marie).

- La chaire de vérité datée de 1758 : œuvre de chêne sculpté représentant la chute de l’humanité, entre l’arbre de vie et celui de la mort. Moïse avec les tables de la Loi, et Aaron le prêtre de l’ancienne alliance. Le Christ en croix est le nouvel arbre de vie[6].

- Les autels en marbre blanc, des tableaux d’artistes belges (Joseph van Severdonck, Charles de Groux) et le lutrin sont du XIXe siècle. De même que les vitraux (1870).

- Les décors de stuc sont l'œuvre de François Antoine Peri[7].

- Un tableau de Florentin Houzé, Véronique essuie le visage de Jésus (1852), huile sur toile, format 112 × 156cm est conservé dans l'édifice[8].

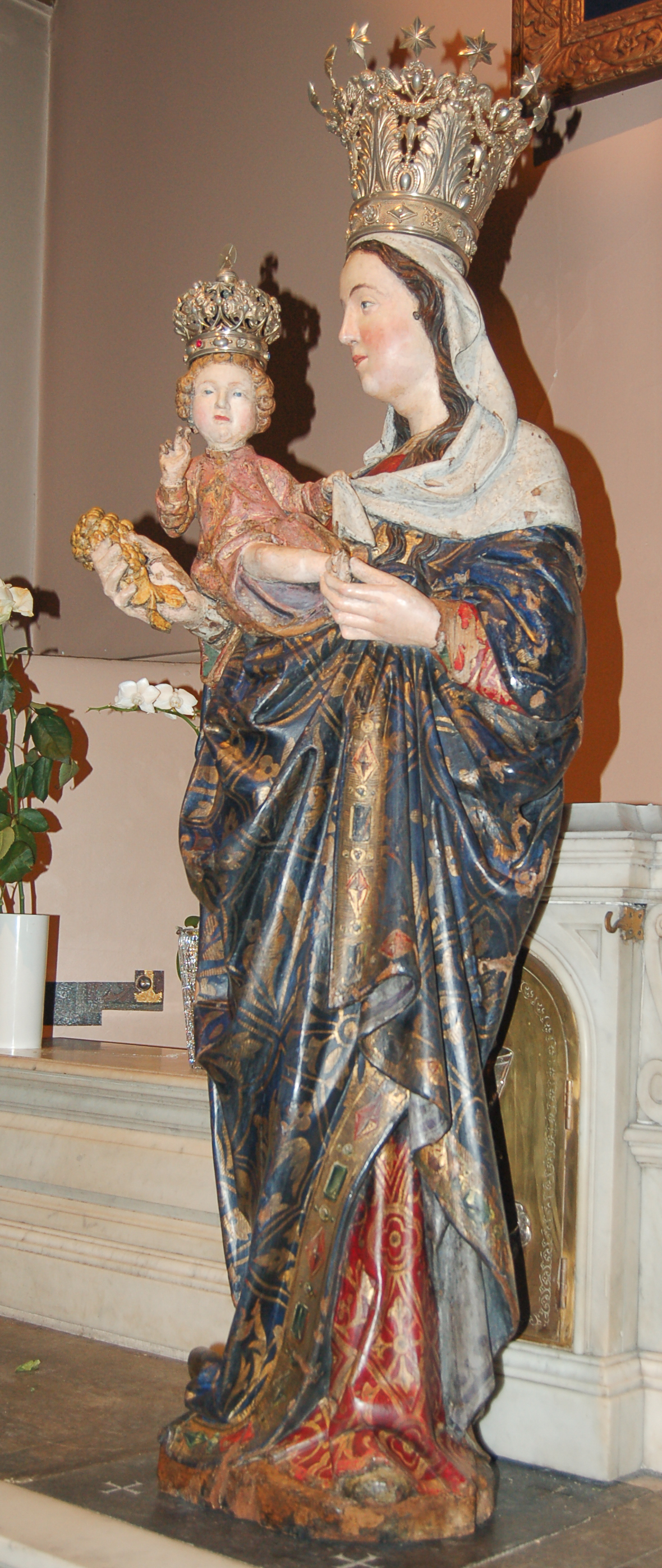
Notre-Dame du Bon Succès.
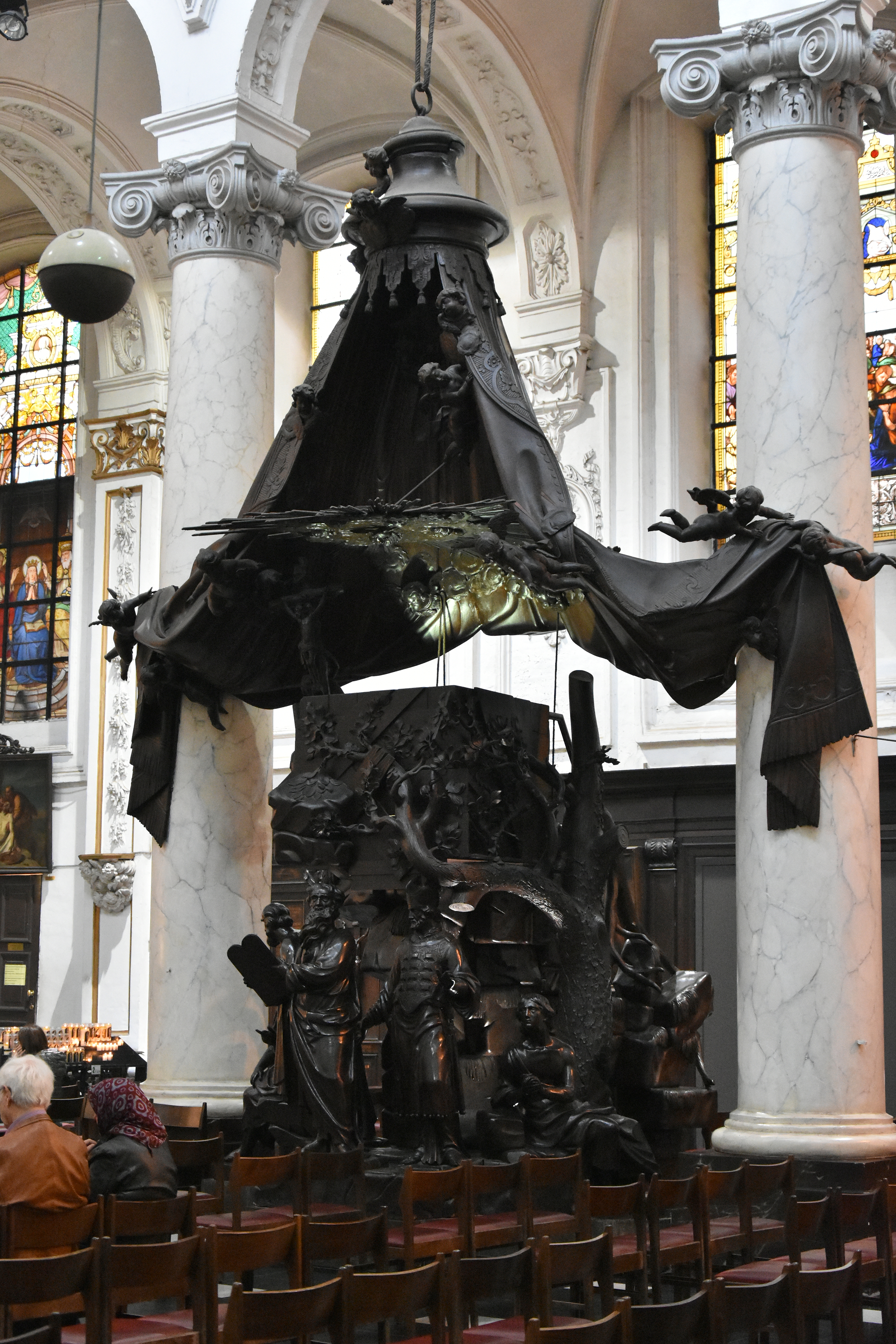
Chaire de vérité.